# Jean-Marie Tjibaou
 (mai 2018).
Si vous disposez d'ouvrages ou d'articles de référence ou si vous connaissez des sites web de qualité traitant du thème abordé ici, merci de compléter l'article en donnant les références utiles à sa vérifiabilité et en les liant à la section « Notes et références ».
Jean-Marie Tjibaou [tʃibau] né le 30 janvier 1936 à Hienghène (Nouvelle-Calédonie) et mort assassiné le 4 mai 1989 à Ouvéa (Nouvelle-Calédonie), est un homme politique, figure politique du nationalisme kanak en Nouvelle-Calédonie.

## Biographie

### Prêtrise
Fils aîné de Wenceslas Tii Tjibaou, chef de la tribu de Tiendanite, également instituteur dans l'enseignement privé catholique, Jean-Marie est donné à six ans au père Rouel, à la mission mariste de Waré, à Hienghène. Seul de ses frères, il ne monte pas à cheval à la fin de la semaine pour retourner à Tiendanite, mais reste sur la côte dans la famille de sa mère, les Mwéau. Ils ne sont pas Bwaxat pour la raison que Bwaxat, ou Powe, est le nom en succession du chef lui-même (et pas un nom de clan) qu'il a, seul, le droit de porter. On est Bwaxat, le fils est Powe, le petit-fils à nouveau Bwaxat, etc.. La confusion vient de la manière dont les gendarmes ont enregistré les noms à l'état-civil.
Il est orienté vers l'engagement religieux par le père Alphonse Rouel (1887-1969), originaire de Saint-Bonnet-près-Orcival en Auvergne. Entré en 1945, à neuf ans, au petit séminaire de Canala, il poursuit ses études au grand séminaire de Païta et effectue son noviciat auprès des Petits frères indigènes de l'Île des Pins jusqu'en 1955. Ordonné prêtre en 1965, il est d'abord envoyé à Bourail, comme aumônier de la base militaire, puis est nommé deuxième vicaire à la cathédrale Saint-Joseph de Nouméa dès 1966. C'est à cette époque qu'il est initié aux problèmes politiques, au contact du père Jacob Kapéta, premier vicaire de la cathédrale et aumônier de l'Union calédonienne (UC), alors principale force politique de l'archipel depuis sa création en 1953, de tendance centriste, démocrate chrétienne, pluriethnique et autonomiste.
Il quitte le pays en 1968 pour suivre des cours à l'Institut de sociologie de la faculté catholique de Lyon, puis d'ethnologie à l'École pratique des hautes études en 1970. Il y suit notamment les enseignements de Jean Guiart, codirecteur de l'Institut d'ethnologie depuis 1968 (en remplacement de Claude Lévi-Strauss) et spécialiste du pays coutumier kanak de langue paicî. Il commence à préparer une thèse portant sur les effets de l'adaptation de la société traditionnelle kanak au monde moderne. Toutefois, le décès de son père en 1970 le pousse à interrompre ses études et à revenir en Nouvelle-Calédonie. Il délaisse alors sa vocation religieuse, demandant et obtenant en 1971 sa réduction à l'état laïc, pour entreprendre une carrière militante. Toujours croyant, il estime cependant qu'« il est impossible à un prêtre dans ce territoire de prendre position, par exemple en faveur de la restitution des terres au peuple kanak. »

### Chef indépendantiste

#### Militant associatif
En 1971, il intègre l'administration territoriale, d'abord au service de l'éducation de base (où il rencontre sa future épouse, Marie-Claude Wetta), puis celui de la jeunesse et des sports. Militant associatif, il est à la tête d'un mouvement de renouveau culturel dans la première moitié des années 1970, en organisant surtout la manifestation Mélanésia 2000 qui a lieu en 1975 à Nouméa, à côté du site actuel du centre culturel Tjibaou, malgré l'opposition de l'ancien député Maurice Lenormand, de l'Union calédonienne et du Parti de libération kanak (Palika). Cette manifestation, qui regroupe des représentants de presque toutes les aires coutumières de Nouvelle-Calédonie, réveille chez les Kanak un sentiment de dignité, et reçoit l'appui de Rock Pidjot, le député mélanésien, de l'Église libre protestante, et de Jean Guiart, aux îles Loyauté. Pour la première fois depuis bien longtemps, la culture kanak apparaît bien vivante, et non plus comme une culture mourante. Pour Jean-Marie Tjibaou, l'objectif de ce festival est de « permettre au Kanak de se projeter face à lui-même pour qu'il découvre l'identité qui est la sienne en 1975 »[réf. nécessaire].

#### Le combat légaliste et non-violent pour l'indépendance
Il adhère en 1973 à l'Union des indigènes calédoniens amis de la liberté dans l'ordre (UICALO), organisation de Mélanésiens d'inspiration catholique au sein de l'UC. Sa carrière politique est véritablement lancée en 1977. Il est tout d'abord élu en mars maire de Hienghène, sur une liste dissidente clairement indépendantiste, baptisée « Maxha Hienghen », ou « Relever la tête », s'opposant tout aussi bien au maire gaulliste sortant Yves de Villelongue, officier de marine à la retraite devenu patron de bar, qu'à la candidature officielle de l'UC tirée par Salomon Poatili. Puis, en mai, lors du congrès de Bourail, il devient vice-président de l'Union calédonienne, au moment même où ce mouvement, jusqu'ici autonomiste, prend officiellement position en faveur de l'indépendance. Ayant le soutien au sein de la vieille garde du parti de son président, le député Rock Pidjot (lui-même clairement affiché comme indépendantiste depuis 1976), il en devient la nouvelle figure de proue à la tête d'une nouvelle génération incarnée par les quatre autres membres entrés au bureau politique lors de ce congrès : le secrétaire général (d'origine métropolitaine) Pierre Declercq, Éloi Machoro, Yeiwéné Yeiwéné et le métis (européen et kanak) François Burck. Il fait le choix alors d'une lutte politique fondée sur le respect des institutions en place et les principes de la non-violence, entretenant des relations étroites avec les paysans du Larzac[réf. nécessaire]. Ce choix n'a pas toujours été partagé dans son propre camp, puisque le FLNKS a reçu une aide financière de la part du gouvernement libyen et que des militants du FULK (Front Uni de Libération Kanak) ont entretenu des liens avec les services libyens du colonel Mouammar Kadhafi - notamment en participation à des stages de formation à la solidarité révolutionnaire internationale à Tripoli. Enfin, le 11 septembre suivant, il devient conseiller territorial pour la première fois, étant tête de liste de son parti dans la circonscription Est.
Le 4 juin 1979, à la veille de nouvelles élections territoriales, il crée une coalition de l'ensemble des forces séparatistes, appelée Front indépendantiste (FI). Il est une nouvelle fois tête de liste dans la circonscription Est, y obtenant largement le meilleur score (62,74 % des suffrages exprimés et 5 des 7 sièges à pourvoir). Sur l'ensemble du Territoire, les indépendantistes arrivent en deuxième position avec 34,43 % des voix et 14 sièges sur 36, derrière les 40,24 % et 15 élus anti-indépendantistes du Rassemblement pour la Calédonie dans la République (RPCR) du député Jacques Lafleur. Le 18 juin 1982, grâce à un changement de majorité à l'Assemblée territoriale, les centristes autonomistes de la Fédération pour une nouvelle société calédonienne (FNSC) retirant leur soutien au RPCR et s'alliant au FI, Jean-Marie Tjibaou devient vice-président (et donc chef effectif) du Conseil de gouvernement de la Nouvelle-Calédonie, également chargé de la Planification, des Finances, du Budget, de la Fonction publique, des Mines et de l'Énergie, ainsi que des Relations avec l'Assemblée territoriale, les Parlementaires du Territoire et la Commission du Pacifique Sud (CPS), et le reste jusqu'au 18 novembre 1984, jour du « boycott actif » des élections territoriales par les indépendantistes. En cette qualité de chef de l'exécutif local, et en tant que représentant du Front indépendantiste, il participe du 8 au 12 juillet 1983 à la table ronde de Nainville-les-Roches, avec, entre autres, Jacques Lafleur. À cette occasion, le secrétaire d'État aux DOM-TOM Georges Lemoine reconnaît aux Kanak leur « droit inné et actif à l'indépendance » tandis que Jean-Marie Tjibaou et sa délégation, tout en reconnaissant les communautés non mélanésiennes de Nouvelle-Calédonie comme des « victimes de l'histoire », appellent à l'organisation d'un référendum d'autodétermination rapide (avant 1986) et que seuls les Kanaks et les non Kanak nés sur le Territoire ou ayant un ascendant né en Nouvelle-Calédonie puissent participer au scrutin. Ces conditions entraînent le rejet des conclusions de la table-ronde par le RPCR.

#### L'action clandestine et les «Événements»
Les deux parties finissent par refuser le statut dit « Lemoine » (du nom du secrétaire d'État), mis en place par la loi du 6 septembre 1984 pour préparer l'archipel à cette consultation d'autodétermination et lui donner entretemps une très large autonomie (la compétence du Territoire, de droit commun, n'exclut que les fonctions dites « régaliennes », les principes directeurs du droit du travail, l'enseignement du second cycle du second degré, l'enseignement supérieur et la communication audio-visuelle ; le conseil de gouvernement est transformé en un gouvernement du Territoire dont le président n'est plus le Haut-commissaire mais est élu par l'Assemblée territoriale, tandis que les membres de l'exécutif, nommés par ce président et qui prennent le titre de « ministres », retrouvent des compétences individuelles, ce qui n'avait plus été le cas depuis l'abrogation du statut de la loi-cadre Defferre en 1963). Le RPCR, quoique dans l'ensemble favorable à un certain degré d'autonomie, rejette ce statut qui semble ouvrir la porte à une possible séparation de la République française. De son côté, le FI conteste l'échéance du référendum (fixée à 5 ans maximum à partir de l'application de la loi) et le fait que la question du corps électoral soit discutable (est créé un comité État-Territoire avec notamment pour rôle de préparer les conditions dans lesquelles sera exercé le droit à l'autodétermination, alors que les indépendantistes considèrent que leurs revendications en la matière sont non négociables).
Considérant finalement la quête de l'indépendance comme impossible à obtenir à l'intérieur des institutions territoriales, lors de son congrès tenu à Nouméa les 22, 23 et 24 septembre 1984, Jean-Marie Tjibaou transforme le FI en un Front de libération nationale kanak et socialiste (FLNKS), comprenant :
- l'Union calédonienne ;
- le Parti de libération kanak, qui avait pourtant quitté le Front indépendantiste en 1981, de Paul Néaoutyine et Élie Poigoune ;
- le Front uni de libération kanak de Yann Céléné Uregeï ;
- l'Union progressiste en Mélanésie d'André Gopoea ;
- le Groupement des femmes kanak et exploitées en lutte fondées comme l'aile militante féminine en 1983 ;
- le syndicat Union syndicale des travailleurs kanaks et des exploités créé en 1981 par Louis Kotra Uregei ;
- le Parti socialiste calédonien rebaptisé pour l'occasion Parti socialiste de Kanaky de Jacques Violette.

Il décide la mise en place d'un boycott actif des élections territoriales du 18 novembre 1984. La campagne et le jour du scrutin sont marqués par des violences et des barricades montées par des militants FLNKS. Le symbole du boycott des élections et de l'action indépendantiste est alors incarné par Éloi Machoro, secrétaire général de l'Union calédonienne, qui brise une urne à coup de tamioc (appellation locale d'une hachette servant à fendre le bois) dans sa commune de Canala. Cette action, qui fut très médiatisée par le camp loyaliste et présentée comme un paroxysme de violence et de sauvagerie (la photo qui fut publiée et reprise partout cadre Éloi Machoro en plan serré), était en fait une manifestation réfléchie et préparée. L'analyse de la photo en plan large montre d'ailleurs les assesseurs du bureau de vote regardant calmement la destruction de l'urne vide.
Néanmoins, la mobilisation contre le statut Lemoine est le point de départ de ce qui sera appelé « Les Événements », période de violents conflits politiques, sociaux mais aussi ethniques qui va mettre la Nouvelle-Calédonie au bord d'une forme de « guerre civile » jusqu'en 1988. Le 1er décembre 1984, lors du 1er Congrès du FLNKS organisé dans la tribu de La Conception au Mont-Dore, un Gouvernement provisoire de Kanaky (GPK) est institué, avec pour président Jean-Marie Tjibaou. Celui-ci lève alors pour la première fois le drapeau adopté par les indépendantistes comme leur emblème national, dit « Drapeau Kanaky ». Tjibaou et les membres du secrétariat du FLNKS (dont le secrétaire général Jean-Pierre Deteix) organisent ainsi un véritable gouvernement semi-clandestin, avec ses institutions et ses symboles.

Le drapeau du FLNKS, dit « drapeau de Kanaky ».

Le 5 décembre 1984, il paye très cher cette nouvelle stratégie, puisque sur la route qui mène à la mairie de Hienghène, d'où ils revenaient d'une réunion locale, dix Kanaks, dont deux de ses frères, sont assassinés par des « Caldoches » (Néo-calédoniens d'origine européenne) dans une embuscade à Hienghène. On a dit, par ignorance des conditions du moment, que Jean-Marie aurait dû être là, et ses avocats ont exploité à tort ce thème, mais il lui aurait fallu un hélicoptère[réf. nécessaire]. La Calédonie était alors coupée en zones imperméables par des barrages indépendantistes, des barrages loyalistes et des barrages de gendarmerie. La maison de Tjibaou était entourée d'un double cercle, de police pour le protéger, et de loyalistes voulant lui faire un mauvais parti. Cette action a eu lieu dans un climat de quasi-guerre civile en brousse, en représailles à des incendies de maisons de Caldoches par des militants Kanak indépendantistes, mais ces incendies n'ont commencé qu'après le massacre de Hienghène. Les sept auteurs, membres des familles Mitride et Lapetite ont été relaxés par la cour d'assises de Nouméa le 29 octobre 1987 -un jury exclusivement composé d'Européens-, après que le juge d'instruction, un ancien militaire, eut déjà conclu à un non-lieu. À cette occasion, Jean-Marie Tjibaou réagit en déclarant : « La chasse au Kanak est ouverte ».
Il demande, malgré cela, la levée des barrages. De nouvelles violences ont lieu de part et d'autre au début de l'année 1985 : mort d'un jeune Caldoche de 17 ans, Yves Tual, le 11 janvier, entraînant de lourdes émeutes anti-indépendantistes à Nouméa ; mort d'Éloi Machoro, abattu par un tireur d'élite du GIGN le lendemain, lors de l'assaut de la maison d'un Européen occupée par les indépendantistes à La Foa. En même temps, l'état d'urgence avec couvre-feu est instauré en Nouvelle-Calédonie. Jean-Marie Tjibaou milite pour participer à nouveau aux institutions malgré les pressions de l'aile radicale du FLNKS (essentiellement le Palika et le FULK) pour continuer la lutte clandestine et armée.
Ainsi, de 1985 à 1988, dans le cadre du « statut Fabius-Pisani », il est président du conseil de la région Nord, et de ce fait membre du Conseil exécutif (aux côtés du président RPCR du Congrès Dick Ukeiwé et de ceux successifs du Sud, Jean Lèques puis Pierre Frogier, ainsi que ceux FLNKS-UC du Centre Léopold Jorédié et des Îles Loyauté Yeiwéné Yeiwéné). Il s'attache ensuite à obtenir des soutiens internationaux au combat indépendantiste kanak, que ce soit dans la région Pacifique (surtout de la part du Vanuatu de Ham Lini) ou auprès du mouvement des non-alignés. Le 2 décembre 1986, il obtient ainsi le vote par l'Assemblée générale des Nations unies (à la majorité des 3/5e de ses membres) de la résolution 41/41 A affirmant « le droit inaliénable du peuple de la Nouvelle-Calédonie à l’autodétermination et à l’indépendance » et inscrivant l'archipel sur la Liste des territoires non autonomes selon l'ONU. De plus, le 18 octobre 1987, il présente un projet de constitution de « Kanaky » auprès de l'ONU. Mais le retour de la droite au pouvoir en 1986 fait que l'État prend une position plus favorable au maintien de l'archipel dans la France[réf. nécessaire]. Un référendum sur l'indépendance est organisée le 13 septembre 1987 avec pour seule condition une durée de trois ans de résidence pour pouvoir y participer, restriction insuffisante pour les indépendantistes qui décident de boycotter ce référendum (qui aboutit donc à un rejet de l'accès à la pleine souveraineté par 98,3 % des suffrages exprimés, et 58 % des inscrits, la participation n'étant que de 59,1 % des inscrits), le nouveau statut élaboré par la suite par le nouveau ministre des DOM-TOM Bernard Pons (d'où son nom de « statut Pons II ») ainsi que des élections régionales et du premier tour de la présidentielle tenus tous deux le 24 avril 1988.

#### Les accords de Matignon et l'assassinat
Après une nouvelle flambée de violence échappant au contrôle des dirigeants des deux camps, et culminant avec la prise d'otages d'Ouvéa et son assaut final le 5 mai qui marque fortement les esprits, Jean-Marie Tjibaou signe le 26 juin 1988 avec, entre autres, Jacques Lafleur et le Premier ministre Michel Rocard, les accords de Matignon, qui prévoient un référendum sur l'indépendance après dix ans et ramène la paix après quatre années de quasi-guerre civile.
Il est assassiné moins d’un an après, le 4 mai 1989, avec Yeiwéné Yeiwéné, son bras droit au FLNKS, lors de la commémoration de la prise d'otages d'Ouvéa, par Djubelly Wéa, un Kanak indépendantiste (dont le père avait été malmené par les militaires), ancien conseiller territorial et membre du FULK, opposé aux accords de Matignon de juin 1988. Il s'agit du dernier épisode sanglant des années 1980.

### Famille
Jean-Marie Tjibaou s'est marié en 1972 avec Marie-Claude Wetta, alors conseillère rurale au Service de l'éducation de base dans l'administration territoriale. Bien qu'il fût lui-même catholique et déjà favorable à l'indépendance, son épouse est issue d'une famille mélanésienne protestante et très engagée dans la vie politique aux côtés des gaullistes locaux et plus tard des anti-indépendantistes. Elle est en effet la fille de Doui Matayo Wetta, président de l'Association des indigènes calédoniens et loyaltiens français (AICLF, mouvement de défense des intérêts kanak et d'inspiration protestante, ayant participé à la création de l'Union calédonienne en 1953 avec son pendant catholique, l'UICALO, avant de s'en écarter à partir de 1960 et de devenir l'un des principaux alliés de la droite gaulliste), et la sœur de Henri Wetta, qui va participer à la création en 1977 du Rassemblement pour la Calédonie (RPC) devenu l'année suivante le RPCR, dont il est un élu dans les années 1980. Malgré leurs opinions politiques et confessionnelles différentes, Jean-Marie Tjibaou va entretenir de très bonnes relations avec sa belle-famille qui lui sert souvent de lien privilégié avec les dirigeants anti-indépendantistes : Doui Matayo l'aide ainsi à préparer le festival Mélanésia 2000 en 1975, tandis que Henri est le seul membre favorable à la France au sein de son conseil de gouvernement de 1982 à 1984.
Marie-Claude s'est de plus fortement engagée aux côtés de son mari dans son combat pour l'indépendance. Après son assassinat, elle s'attache à entretenir sa mémoire et participe à la création en 1990 de l'Agence de développement de la culture kanak (ADCK), en devenant la présidente du conseil d'administration de cet organisme et jouant un rôle de premier plan dans l'élaboration du centre culturel Tjibaou inauguré en 1998. Elle est membre du Conseil économique et social de la Nouvelle-Calédonie jusqu'en 1999, puis au CES national où elle est nommée en tant que membre du Groupe des représentants de l'outre-mer en septembre 1999 sur proposition du secrétaire d'État chargé de l'Outre-mer d'alors (à savoir Jean-Jack Queyranne). Elle reste au sein de cette institution à la fin de son mandat en 2004, mais désormais au sein du groupe des personnalités qualifiées dans le domaine économique, social, scientifique et culturel, nommée par décret du Conseil des ministres à la demande du Premier ministre (alors Jean-Pierre Raffarin) en septembre 2004. Sur le plan politique, elle est peu écoutée des instances dirigeantes de l'Union calédonienne et du FLNKS, quoique investie par ce dernier pour porter ses couleurs aux élections sénatoriales de 2001 face au sortant RPCR Simon Loueckhote (elle est battue par 52,63 % des suffrages exprimés contre 47,37 %). Elle est, de 1995 à 2000, conseillère municipale de Hienghène, commune de la côte est de la Grande Terre dont son époux fut maire de 1977 à sa mort en 1989. En vue des élections provinciales du 10 mai 2009, elle est présente en seconde position sur une liste « Ouverture pays » menée par Louis Mapou et d'autres dissidents des différentes composantes du FLNKS opposés à la candidature de Rock Wamytan à la tête de la liste unitaire du front indépendantiste en province Sud et qui, plus généralement, militent désormais pour dépasser la « logique des blocs » traditionnels en Nouvelle-Calédonie (indépendantistes contre loyalistes). Suivant la même logique, elle mène une liste de gauche baptisée « Engagement citoyen », soutenue par le Palika et la section locale du PS et opposée à la liste indépendantiste officiellement soutenue par le FLNKS de Jean-Raymond Postic, lors des élections municipales de mars 2014.
Jean-Marie et Marie-Claude Tjibaou ont eu six enfants, dont quatre fils :
- Jean-Philippe Thii Tjibaou (1975-2022[2]), sculpteur traditionnel[3] ;
- Emmanuel Tjibaou (né en 1976), linguiste en langues kanak, titulaire d'un DEA en Langues océaniennes de l'INALCO avec un mémoire sur l'analyse stylistique des récits traditionnels de la région de Hienghène, il est le directeur de l'ADCK depuis 2011 après y avoir été le responsable du département Recherche et Patrimoine (DRP, qui conduit des programmes de recherche sur la culture kanak, notamment dans le domaine du patrimoine culturel kanak intangible)[4] et l'auteur de plusieurs poèmes[5]. En juillet 2024, il est élu député français dans la deuxième circonscription de Nouvelle-Calédonie. Il est le premier député indépendantiste depuis 1986[6] ;
- Joël Tjibaou ;
- Pascal Tjibaou.

## Citation
- « Kanaké, l'ancêtre, le premier-né, est la parole qui fait exister les hommes. » (cité dans Jean-Marie Tjibaou et Philippe Missote, Kanaké - Mélanésien de Nouvelle-Calédonie, Éditions du Pacifique, Nouméa, 1975)
- « Quant à l'indépendance kanak : pour nous il y a ici un peuple indigène, c’est le peuple kanak. Nous voulons d’abord la reconnaissance de ce peuple et son droit à revendiquer l’indépendance de son pays. Ce n’est pas plus raciste que de parler de citoyenneté française. » (cité dans Jean-Marie Tjibaou, La présence kanak, Édition établie et présentée par Alban Bensa et Éric Wittersheim)

## Postérité et distinction
Prévu dans les accords de Matignon, un centre de la culture kanak a été édifié entre 1995 et 1998 par l'architecte Renzo Piano, sur une presqu'île en périphérie de Nouméa. Il a été baptisé en l'honneur de Jean-Marie Tjibaou, dont la statue domine le site du centre.
Son nom a également été donné à plusieurs rues en France métropolitaine, notamment à Avignon, Bondy, Bourges, Cagny, Champigny-sur-Marne, Héricourt dans la Haute-Saône, Lanester, Montpellier (allée), Saint-Martin-d'Hères et Vigneux-sur-Seine. L'avenue Jean-Marie Tjibaou à Vitrolles a été rebaptisée « Jean-Pierre Stirbois » par l'ancienne maire Catherine Mégret, issue du Front national (FN) puis du Mouvement national républicain (MNR). Ailleurs en Outre-mer, c'est le cas par exemple à Sainte-Anne en Martinique ou à Sainte-Suzanne à La Réunion.
Le 18 novembre 2010, il reçoit à titre posthume, conjointement avec Jacques Lafleur, la « Colombe de la Paix », prix décerné chaque année depuis 2008 par l'Allemagne soutenue par l'UNESCO.
Le 17 novembre 2014, il reçoit à titre posthume un hommage du président de la République française François Hollande.
En juin 2022, une statue représentant la célèbre poignée de main entre Jean-Marie Tjibaou et Jacques Lafleur est inaugurée place de la Paix (Nouméa).

### Filmographie
- Mehdi Lallaoui, Jean-Marie Tjibaou ou le rêve d’indépendance, documentaire de 58 minutes pour La Sept/Arte
- Dorothée Tromparent et Emmanuel Desbouiges, Au nom du Père, du Fils et des Esprits, documentaire de 120 minutes pour NC 1ère